# Borne de la Première République (Épinay-sur-Orge)
La Borne de la Première République est un monument situé à Épinay-sur-Orge, en France.

## Description
Le monument est conservé dans le centre de Épinay-sur-Orge, dans le parc de la mairie.

## Historique
La borne porte le numéro 11 et est érigée durant la Révolution française, dans la période dénommée Première République.
La borne comporte un médaillon orné d'un bonnet phrygien.
Le monument est inscrit au titre des monuments historiques depuis le 6 novembre 1929.